# Michele Lopez
Michele Lopez (Parma, 1795 – Parma, 1879) è stato uno scrittore, numismatico e museologo italiano.

## Biografia
Nasce a Parma nel 1795 da padre spagnolo impiegato presso la corte del duca Ferdinando. Impiegato dapprima alla corte borbonica e poi presso la corte di Maria Luigia d'Austria, ottiene nel 1816 un incarico al Museo di Antichità di Parma. In questo periodo si specializza in archeologia e belle arti ma soprattutto nella numismatica grazie all'indirizzo di Pietro De Lama direttore del museo stesso.
Nel 1825 succede al De Lama; sotto la sua guida il museo si arricchisce grazie all'acquisto di reperti da tutto il territorio parmense e piacentino nonché di raccolte di vasi greco-italici, di antichità egiziane e medaglieri. Tra il 1842 e il 1847 riprende gli scavi di Velleia.
Nel 1867 lascia la direzione del museo all'allievo Luigi Pigorini. Muore a Parma nel 1879.

## Opere principali
- Aggiunte alla zecca e moneta parmigiana, pubblicato inizialmente in forma ridotta nel 1868 e successivamente in forma estesa dal 1870 al 1874 sul Periodico di Numismatica e Sfragistica, riprende l'opera di Ireneo Affò descrivendo monete sconosciute all'Affò;
- Brevi cenni intorno la vita di Giovanni Francesco Enzola: intagliatore di medaglie parmigiano, Parma 1842;
- Il battistero di Parma, 1864 Parma. Storia e disamina artistico-architettonica del suddetto battistero arricchita da tavole che riproducono i bassorilievi e l'architettura del monumento.